# ملانی روش
ملانی روش (انگلیسی: Melanie Roche؛ زادهٔ ۹ نوامبر ۱۹۷۰) بازیکن سافت‌بال اهل استرالیا بود.
وی در مسابقات کشوری و بین‌المللی در مجموع برندهٔ ۱ مدال نقره، ۳ مدال برنز شده‌است.